# Паур, Эмиль
Эмиль Паур (нем. Emil Paur; 29 августа 1855, Черновиц, ныне Украина — 7 июня 1932, Мистек, ныне Чехия) — австрийский дирижёр.

## Биография
Сын дирижёра и музыкального педагога Франца Паура, ученика Карла Черни. Учился в Вене игре на скрипке и фортепиано, затем изучал дирижирование под руководством Артура Никиша и Феликса Мотля.
Работал в Касселе, затем в Кёнигсберге, где, в частности, в 1879 г. осуществил, вместе с режиссёром Максом Штегеманом, германскую премьеру оперы Бизе «Кармен», имевшую шумный успех. В 1880—1889 гг. работал в Мангейме, затем некоторое время в Лейпциге.
В 1893 г. перебрался в США, где возглавлял Бостонский (1893—1898), затем Нью-Йоркский филармонический (1898—1902) оркестры. С 1899 г. был также директором Национальной консерватории. После непродолжительного возвращения в Европу совершил с собственным оркестром гастрольный тур в США, а затем возглавил Питсбургский симфонический оркестр (1904—1910). В США Паур зарекомендовал себя как пропагандист немецкой музыки — прежде всего, Брамса и Вагнера. Джеймс Ханекер отмечает особую роль Паура в знакомстве американских слушателей с творчеством Рихарда Штрауса, замечая также, что наряду со Штраусом коньком Паура была музыка Чайковского. В то же время Паур не чуждался и американской музыки — в частности, в Бостоне он дирижировал Индейской сюитой Эдуарда Макдауэлла, которую композитор посвятил Бостонскому симфоническому оркестру и Пауру как его руководителю, исполнил премьеру Гэльской симфонии Эми Бич (1896) и др.
По возвращении в Европу Паур руководил оркестром Берлинской оперы.

## Семья
В 1882 г. женился на пианистке Марии Бюргер (1862—1899), ученице Теодора Лешетицкого.
Их сын Курт Паур стал пианистом, учился у Эрнста фон Донаньи и дебютировал в 1912 году в Берлине с оркестром под управлением отца, в дальнейшем работал в США.